# Бойя, Франк
Франк Тьерри Бойя (фр. Frank Thierry Boya, рожд. 1 июля 1996, Камерун) — камерунский футболист, полузащитник клуба «Амьен». Выступал в национальной сборной Камеруна.

## Клубная карьера
Во взрослом футболе дебютировал в 2015 году выступлениями за клуб «APEJES Академия». В январе 2017 года подписал контракт с немецким клубом «Мюнхен 1860» из второй Бундеслиги. Провёл в команде полгода, но не сыграл ни одного официального матча. В августе 2017 года заключил трёхлетний контракт с бельгийским клубом «Мускрон-Перювельз».

## Выступления за сборную
23 декабря 2015 года дебютировал в составе национальной сборной Камеруна, приняв участие в товарищеском матче с командой Нигера. В январе 2016 года играл за сборную на чемпионате африканских наций.
В составе сборной был участником Кубка африканских наций 2017 года в Габоне. На турнире он был запасным и на поле не выходил. Тем не менее вместе с остальными игроками сборной выиграл золотые медали.

## Достижения
- Обладатель Кубка африканских наций: 2017